# فرزندخواندگی (فیلم ۱۹۷۵)
فرزندخواندگی (مجاری: Örökbefogadás) یک فیلم به کارگردانی مارتا میساروش است که در سال ۱۹۷۵ منتشر شد. این فیلم برنده خرس طلایی از جشنواره فیلم برلین شده است.